# Probainògnats
Els probainògnats (Probainognathia) són un dels dos clades principals dels cinodonts, juntament amb els cinògnats. Els seus representants més primitius eren carnívors i insectívors, però algunes formes posteriors també desenvoluparen caràcters herbívors. El probainògnat més basal és Lumkuia, del Triàsic mitjà de Sud-àfrica. Tres grups de probainògnats sobrevisqueren a l'extinció que es produí a finals del Triàsic: els triteledòntids i els tritilodòntids, que perduraren fins al Juràssic (i, en el cas d'aquest últim grup, possiblement fins al Cretaci amb Xenocretosuchus), i els mamaliaformes, d'entre els quals sorgiren els mamífers.
Malgrat que no hi ha proves directes que ho demostrin, hi ha estudis que suggereixen que el pèl i les glàndules mamàries aparegueren fa entre 230 i 246 milions d'anys. Aquestes estimacions es basen en la presència d'un forat intraorbitari dilatat i una fontanel·la frontoparietal ossificada en els probainògnats més antics. Com que aquestes innovacions evolutives estan relacionades amb el gen MSX2, que també regula el manteniment dels fol·licles pilosos i el desenvolupament de les glàndules mamàries, alguns científics han plantejat la possibilitat que una mutació d'aquest gen fos l'origen comú de tots aquests caràcters i, indirectament, d'altres que són típics dels mamífers.

## Taxonomia
- Subordre Cynodontia
  - Infraordre Eucynodontia
    - (sense categoria) Probainognathia
      - Gènere Therioherpeton
      - Gènere Tessellatia
      - Família Ecteniniidae
      - Família Lumkuiidae
      - Superfamília Chiniquodontoidea
        - Família Chiniquodontidae
        - Família Tritheledontidae
        - Família Probainognathidae
        - (sense categoria) Prozostrodontia
          - Prozostrodon
          - Família Brasilodontidae
          - Família Dromatheriidae
          - Família Therioherpetidae
          - Família Tritylodontidae
          - (sense categoria) Mammaliaformes
            - Classe Mammalia